# Cambridger Platoniker
Als Cambridger Platoniker (Cambridge Platonists) bezeichnet man eine einflussreiche Gruppe von englischen Philosophen und Theologen des 17. Jahrhunderts, die für einen neuplatonisch geprägten christlichen Platonismus zur Abwehr atheistischer und mechanistischer Lehren eintraten. Sie befürworteten Gewissensfreiheit und Toleranz in konfessionellen Fragen. Man spricht auch von der „Cambridger Schule“ oder „Schule von Cambridge“, denn die vier führenden Vertreter dieser Richtung lehrten an der Universität Cambridge.

## Vertreter

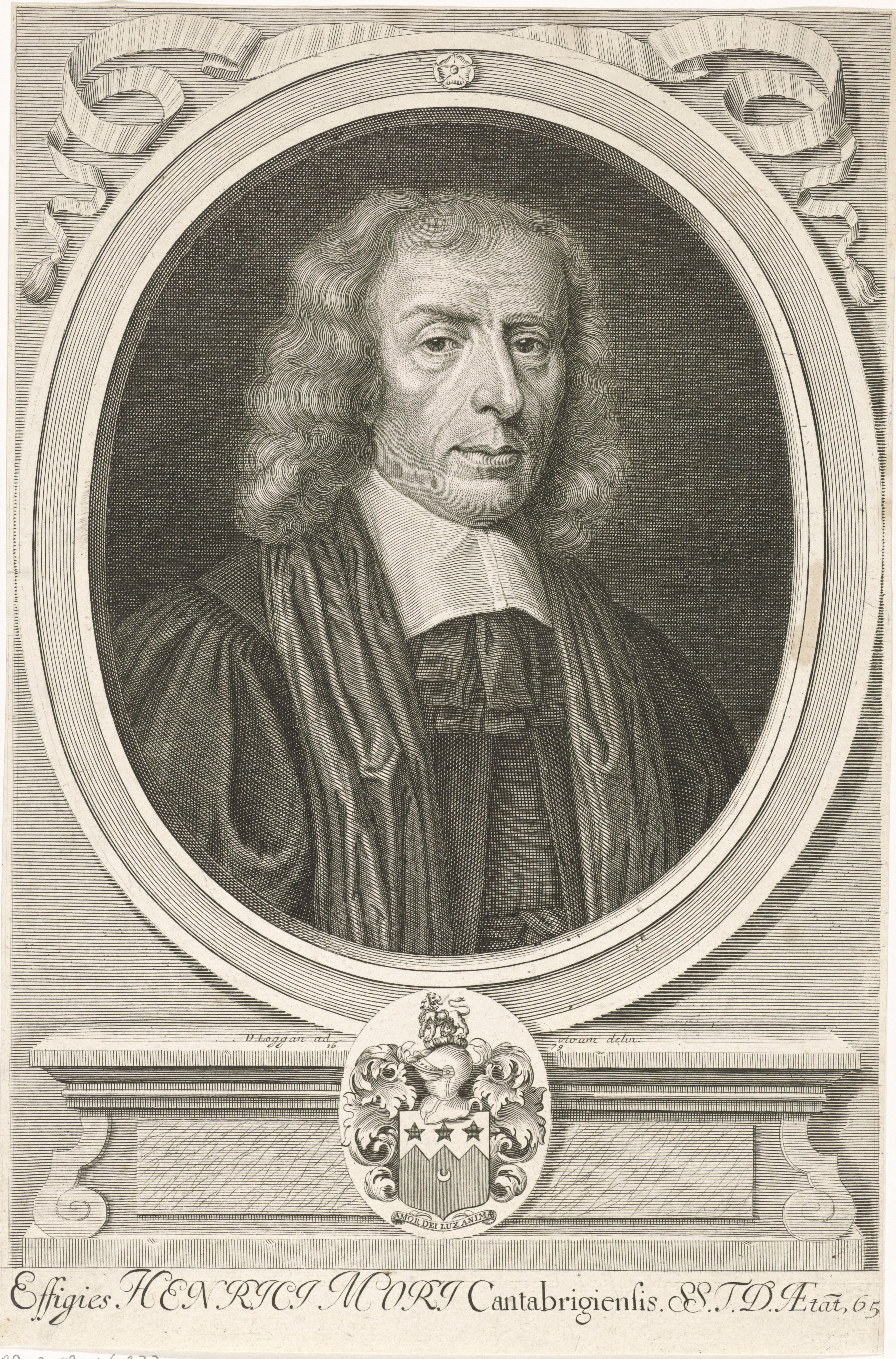
Henry More

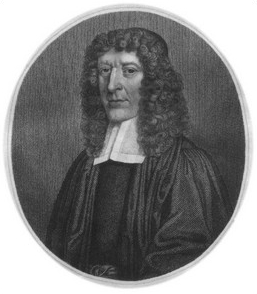
Ralph Cudworth

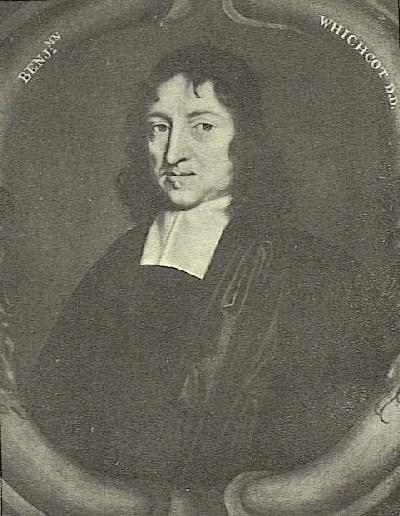
Benjamin Whichcote

Die vier führenden Köpfe des Cambridger Platonismus waren Henry More (1614–1687), Ralph Cudworth (1617–1688), Benjamin Whichcote (1609–1683) und John Smith (1616–1652). Der prominenteste und als Schriftsteller weitaus produktivste von ihnen war More; er war Fellow des Christ’s College der Universität Cambridge. Whichcote, der oft (allerdings nicht ganz zu Recht) als Gründer oder Wegbereiter der Gruppe bezeichnet wird, war Vizekanzler des King’s College. Cudworth war zunächst Fellow des Emmanuel College und wurde dann Master des Christ’s College. Smith, ein Schüler Whichcotes, war Fellow des Queens’ College.
Weitere dieser Richtung zugerechnete, aber zum Teil nur relativ lose mit der Cambridger Gruppe verbundene Denker sind:
- Nathaniel Culverwell, der Verfasser der erst 1652 nach seinem Tod publizierten Schrift An Elegant and Learned Discourse of the Light of Nature. Seine Zugehörigkeit zu den Cambridger Platonikern wird in der Forschung teils bezweifelt.
- Richard Cumberland († 1718), ein Fellow des Magdalene College in Cambridge, Verfasser von De legibus naturae („Über die Gesetze der Natur“)
- Joseph Glanvil († 1680), ein in Oxford ausgebildeter Gelehrter und Bewunderer Henry Mores. In seiner Schrift Vanity of Dogmatizing trat er für ein undogmatisches Ausdrücken religiöser Ansichten ein. Er war ein entschiedener Gegner des Aristotelismus.
- John Norris (1657–1711), der dem All Souls College der Oxforder Universität angehörte. Er war stark von Henry More beeinflusst und trat als Kritiker des Systems von John Locke hervor. Seine eigene philosophische Theorie beschrieb er im zweibändigen Essay Towards the Theory of the Ideal or Intelligible World (veröffentlicht 1701–1704).
- George Rust († 1670), ein Schüler Henry Mores, der später Bischof von Dromore in Irland wurde
- Peter Sterry (1613–1672), ein Schüler Whichcotes. Er war zwar Puritaner, trat aber für religiöse Toleranz ein und war von Neuplatonikern wie Plotin und Marsilio Ficino beeinflusst. Daher wird er mit Recht zu der Platonikergruppe gerechnet.
- John Worthington (1618–1671), ein Schüler Whichcotes und Fellow des Emmanuel College in Cambridge

## Lehre
Die Cambridger Platoniker stammen aus puritanisch-calvinistischem Milieu. Ihre philosophischen und theologischen Ansichten entwickeln sie in kritischer Auseinandersetzung mit dem puritanischen Denken, von dem sie sich mehr oder weniger deutlich distanzieren, da sie es für rigoristisch halten. Sie berufen sich auf die Lehre Platons, die sie – wie im Mittelalter und in der Frühen Neuzeit allgemein üblich – im Sinne der neuplatonischen Tradition auffassen. Dabei knüpfen sie sowohl an den antiken Neuplatoniker Plotin als auch an den Neuplatonismus des Renaissance-Humanisten Marsilio Ficino an. Außerdem sind sie von den griechischen Kirchenvätern beeinflusst, unter denen sie Origenes bevorzugen. Ihr Verhältnis zu Aristoteles  hingegen ist distanziert. Innerhalb des Neuplatonismus bilden sie eine rationalistische Richtung, denn sie legen größten Wert auf eine rationale Begründung ihres christlichen Glaubens und auf die restlose Vereinbarkeit von Vernunft und Spiritualität. Die These der Übereinstimmung von Wissenschaft und Religion leiten sie aus der Annahme ab, dass Gott die Welt vernünftig geordnet hat. Gott handelt stets in Übereinstimmung mit der Vernunft, also nicht voraussetzungslos und willkürlich. Daher ist die menschliche Vernunft zur Erkenntnis der Weltordnung befähigt. Unter anderem durch Selbstbetrachtung kann die Seele Einsicht in die Natur und die Eigenschaften des Göttlichen gewinnen. Zwar halten die Cambridger Platoniker eine göttliche Offenbarung, die den Bereich der Vernunft übersteigt, für möglich, doch sind sie davon überzeugt, dass die Inhalte einer solchen Offenbarung der Vernunft nicht widersprechen können. Somit ist auch die Offenbarung einer gewissen Überprüfung durch die Vernunft unterworfen. Einen Glauben, der sich nicht mit vernünftigem Erkenntnisstreben verbindet, lehnen sie ab.
Die Cambridger Platoniker legen besonderes Gewicht auf die Lehre von der Willensfreiheit und der sich daraus ergebenden Verantwortung des Individuums. Die fatalistische Vorstellung eines Verhängnisses, einer vorgegebenen schicksalhaften Notwendigkeit der Ereignisse und menschlichen Handlungen lehnen sie in jeder Form ab. Damit wenden sie sich einerseits theologisch gegen die calvinistische Vorstellung einer „doppelten Prädestination“ (Vorherbestimmung der nicht Auserwählten zur Hölle schon vor ihrer Geburt), andererseits philosophisch gegen mechanistische Weltbilder und einen atheistischen und materialistischen Determinismus. Insbesondere argumentieren sie gegen die Weltanschauung ihres Hauptgegners Thomas Hobbes, der die Realität auf Körperliches reduziert, und gegen das System Spinozas, das sie für atheistisch halten. Ihre antimechanistische Grundhaltung führt sie auch zur Kritik am Cartesianismus, der Lehre von René Descartes. Sie schätzen Descartes’ rationalistischen Ansatz, doch in der mechanistischen Naturauffassung der Cartesianer sehen sie einen letztlich zum Atheismus führenden Irrweg.
Auf dem Gebiet der Theologie wollen sie die Trennung zwischen der Natur und einer von der Natur wesensverschiedenen, nur durch Gnade erreichbaren Übernatur aufheben. Sie wenden sich gegen eine Betonung kirchlicher Dogmen und konfessioneller Gegensätze. Wegen ihrer liberalen Grundhaltung und ihrer Bereitschaft, ein relativ breites Meinungsspektrum hinzunehmen, werden sie von ihren streng konfessionell denkenden, calvinistisch orientierten Gegnern als Latitude men („Latitudinarier“, Befürworter der Breite) verspottet. Ihre Argumentation gegen den Calvinismus hat zu dessen Niedergang in England beigetragen.
Die Cambridger Platoniker glauben nicht an eine durch den Sündenfall fundamental verdorbene Natur des Menschen. Sie befürworten ein optimistischeres, eher humanistisches Menschenbild. Gemäß der platonischen, vor allem neuplatonischen Tradition gehen sie davon aus, dass der Mensch durch rechtes Verhalten gottähnlich werden kann.
Ein zentrales Element ihrer Gedankenwelt ist die individuelle Unsterblichkeit der Seele. Den Fortbestand der Individualität verteidigen sie einerseits gegen die Vorstellung eines Aufgehens der Einzelseele in einer umfassenden Einheit (wie etwa im Averroismus), andererseits gegen das materialistische Konzept eines Endes der Persönlichkeit mit dem Tod.